# Brauerei Alsfeld
Koordinaten: 50° 44′ 37,9″ N, 9° 15′ 34,6″ O

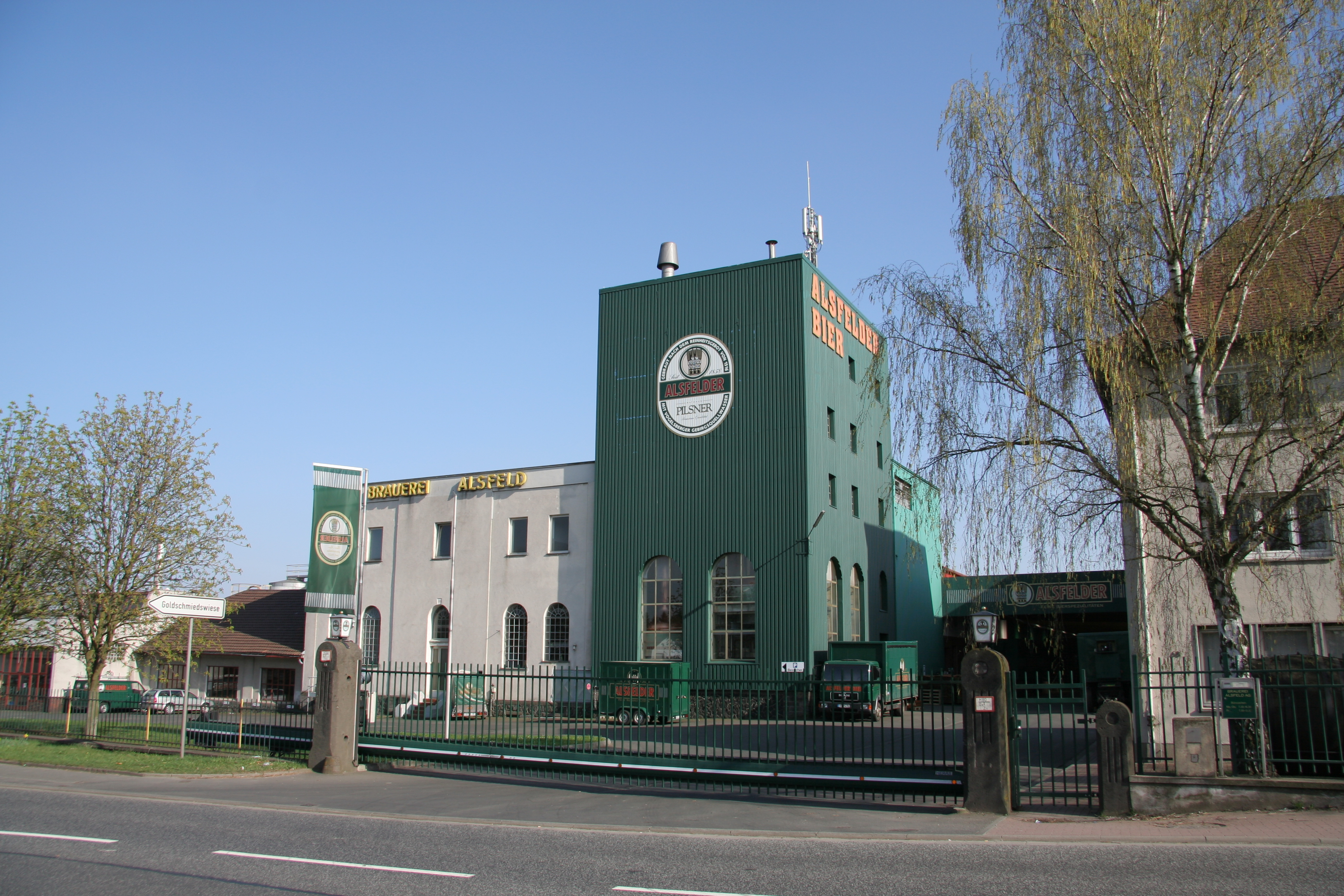
Brauerei Alsfeld

Die Brauerei Alsfeld war eine seit 1858 bestehende Brauerei in Alsfeld in Mittelhessen. Das Logo der Brauerei bildet neben dem Firmenschriftzug auch das historische Alsfelder Rathaus ab. Die Brauerei gehört seit 2015 zur Vogelsberger Landbrauereien GmbH, einer Tochter der Hochstiftliches Brauhaus Fulda GmbH, und wurde 2019 geschlossen.

## Geschichte
Die Alsfelder Brautradition reicht bis in das Jahr 1414 zurück. Die Ursprünge der heutigen Brauerei Alsfeld AG werden auf das Jahr 1858 zurückgeführt, als der jüdische Unternehmer Meyer Wallach den Braubetrieb von der Bäckerzunft übernahm, nachdem die Stadt ihr Brauhaus und das Braumonopol aufgegeben hatte.
Sein Sohn Leopold (1833–1901), der über 20 Jahre im Gemeinderat war, errichtete 1904 wegen des stetigen Wachstums den Neubau der Brauerei in der Grünberger Straße. Nach Ende des Ersten Weltkrieges konnte der Absatz bis 1935 stetig gesteigert werden. Am 7. September 1935 verkaufte Karl Wallach unter dem Druck der NSDAP seine Brauerei an eine Genossenschaft von Gastwirten. Die Wirte hatten sich kurz vorher als Genossenschaft organisiert. Karl Wallach verstarb noch im gleichen Jahr. Sein Sohn Helmut mit Frau Charlotte und den am 2. Oktober 1935 geborenen Kindern Doris Paula und Helene Charlotte wanderten 1937 nach Argentinien aus. Nach 1945 versuchte Helmut Wallach die Brauerei wieder zu übernehmen, was aber scheiterte.

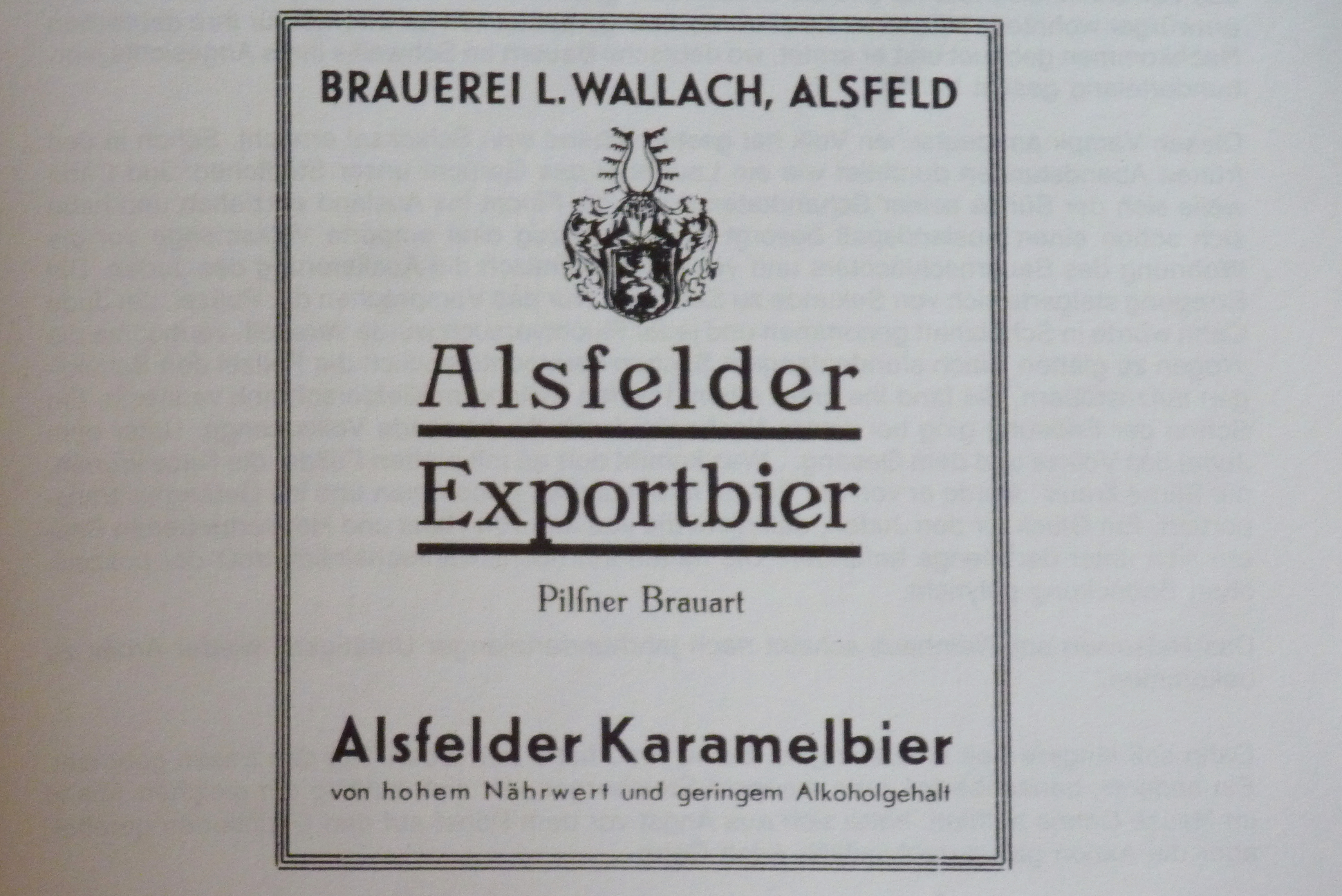
Werbeanzeige der Brauerei Wallach

Bombardierungen während des Zweiten Weltkrieges brachten die Produktion zeitweise zum Erliegen. Später erfolgte der Neuaufbau der Brauerei mit einem neuen Verwaltungsgebäude (1958) sowie neuem Sudhaus, Kesselhaus und Flaschenkeller (1967).  Der Ausstoß der Brauerei lag 1965/1966 bei ca. 44.000 hl. 1986/1987 lag der Ausstoß bei nur noch etwa 34.000 hl.
Ende der 1980er-Jahre wurde nach Bohrungen eine Mineralwasserquelle gefunden und alkoholfreie Getränke unter dem Namen Vogelsberger entwickelt.
Die Umwandlung der Genossenschaft in eine Aktiengesellschaft erfolgte 1993. Bisher waren 324 Genossen – vor allem Gaststätten – mit 1125 Geschäftsanteilen zu je 300 DM die Eigentümer der Brauerei mit einem Jahresumsatz von rund 10 Millionen DM und einer Haftsumme von 562.500 DM. Die Rhön-Sprudel-Gruppe übernahm 85 Prozent des Unternehmens. Weitere 200 Aktionäre sind mehrheitlich Gastwirte der Region. Die Aktien des Unternehmens sind nicht frei handelbar. 1996 wurde Dieter Resch Geschäftsführer der Brauerei in Alsfeld, der seit 1990 für Rhönsprudel tätig war. Der Ausstoß der Brauerei lag 1996/1997 bei etwa 50.000 hl.
Mit der Alcopop-Welle brachte die Brauerei 1998 die Mischgetränke „Wild Angel“ mit 4,6 % Vol. in den Geschmacksrichtungen Zitrone und Blutorange in Longneck-Flaschen mit metallisch-fluoreszierenden Etiketten auf den Markt, die bei Schwarzlicht leuchten.
2000/2001 lag der Ausstoß der Brauerei bei etwa 50.000 hl. 2007 erfolgte die Öko-Auditierung durch eine unabhängige Kontrollstelle. Das Unternehmen erhielt anlässlich der Brau Beviale für das Alsfelder Knecht Ruprecht Dunkler Bock den European Beer Star Gold Award.
Im Januar 2008 erwarb das Unternehmen die Produktion und die Markenrechte der Herborner Bärenbräu.  Neben dem eigenen Alsfelder Bier und Bärenbräu erfolgte in Alsfeld auch die Bierproduktion für kleinere Brauereien aus dem Rheinland. Im gleichen Jahr verkaufte Rhönsprudel die Brauerei an Resch. Das Unternehmen beschäftigte 2008 26 Mitarbeiter und produzierte 65.000 Hektoliter (hl) Alsfelder Bier, 35.000 hl Mineralwasser und Limonaden der Marke Vogelsberger sowie 20.000 hl Fremdabfüllungen.
Die Brauerei vermarktet seit 2008 als erste hessische Brauerei auch Bio-Biere (heute: Vogelsberger Naturburschen) mit dem Slogan Mit natürlichem Mineralwasser ökologisch gebraut. 2009 wurde das ALSFELDER BIO LANDDINKEL mit dem European Beer Star Award in Bronze ausgezeichnet.
Seit 2011 erfolgt eine Zusammenarbeit mit der Raiffeisen Alsfeld-Kirchhain und heimischen Landwirten, um heimische Gerste zu verarbeiten. Im November 2012 meldete das Unternehmen beim Amtsgericht Gießen Insolvenz an. Die Brauerei soll hohe Ausfälle durch die kurz zuvor beantragte Insolvenz des Getränke-Rings in Butzbach erlitten haben.
Das Insolvenzverfahren wurde mit Wirkung zum 1. September 2013 mit Beibehaltung der Marken Alsfelder und Vogelsberger Mineralbrunnen mit der Übernahme eines 80-%-Anteils durch die Remos Holding GmbH aus Wiesbaden abgeschlossen.
Im November 2014 meldete die Alsfelder Brauerei erneut Insolvenz an. Im Januar 2015 wurde die Alsfelder Brauerei schließlich von der "Lauterbacher Burgbräu – Auerhahn Bräu Schlitz GmbH", einer Tochtergesellschaft des Hochstiftlichen Brauhauses in Fulda übernommen.
Seit der Übernahme wurde der Betrieb Stück für Stück in die Schwesterbrauerei nach Lauterbach verlegt. Angefangen mit der Abfüllung kurz nach der Übernahme wurde Ende 2019 auch der gesamte Braubetrieb verlegt.

## Produkte
Die Brauerei stellte unter der Markenfamilie Alsfelder verschiedene Biersorten her:
| Bier                     | Alkoholgehalt | Merkmale                                                               |
| ------------------------ | ------------- | ---------------------------------------------------------------------- |
| ALSFELDER PILSNER        | 4,9 % vol.    | helles, hopfenbetontes Pils-Bier                                       |
| ALSFELDER RADLER ZITRONE | 2,4 % vol.    | Biermischgetränk; Alsfelder Pilsner gemischt mit 50 % Zitronenlimonade |

Neben Bierprodukten gehörte zur Brauerei auch der Vogelsberger Mineralbrunnen, aus dem seit 1992 Mineralwasser aus 140 Metern Tiefe gewonnen und unter dem Slogan „Aus reinster Natur.“ vermarktet wird. 2010 wurde zudem die Wort-Bildmarke Adelsquelle Mineralwasser beim Deutschen Patent- und Markenamt geschützt. Die Marke „Vogelsberger“ und die Abfüllanlage für alkoholfreie Getränke wurden 2015 an die Brauerei Neunspringe verkauft.
Das ehemalige Geschäftsfeld AGS Alsfelder Getränke Service, das sich aus einer Brauereitochtergesellschaft und mehreren Getränkefachgroßhandlungen entwickelt hat, wird seit Herbst 2013 als Getränkefachgroßhandel Kratz mit Sitz in Mücke (Hessen) weitergeführt.

## Sonstiges
Die Brauerei veranstaltete von 2004 bis 2015 zusammen mit dem Lauftreff SV 1920 Altenburg den aus fünf Volksläufen bestehenden Alsfelder Brauerei-Cup.